# (9384) Aransio
(9384) Aransio ist ein Asteroid des Hauptgürtels, der am 9. Oktober 1993 vom belgischen Astronomen Eric Walter Elst am La-Silla-Observatorium (IAU-Code 809) der Europäischen Südsternwarte in Chile entdeckt wurde.
Der Asteroid gehört zur Themis-Familie, einer Gruppe von Asteroiden, die nach (24) Themis benannt wurde.
(9384) Aransio wurde am 2. April 1999 nach dem alten Namen Arausio der Stadt Orange im Département Vaucluse benannt. Der Name bezeichnet einen lokalen ligurisch-keltischen Wassergott.